# كاثرين تانفير
كاثرين تانفير (بالفرنسية: Catherine Tanvier)‏ مواليد 28 مايو 1965 في تولوز، هي لاعبة كرة مضرب فرنسية سابقة. كما أنها إحدى بطلات الجراند سلام. أعلى تصنيف لها في الفردي كان المركز الـ 20 في سنة 1984. سبق أن شاركت في دورة الألعاب الأولمبية الصيفية.

## روابط خارجية
- كاثرين تانفير على موقع IMDb (الإنجليزية)
- كاثرين تانفير على موقع ألو سيني (الفرنسية)
- كاثرين تانفير على موقع قاعدة بيانات الفيلم (الإنجليزية)
- كاثرين تانفير على موقع رابطة محترفات التنس (الإنجليزية)
- كاثرين تانفير على موقع الاتحاد الدولي لكرة المضرب (الإنجليزية)
- كاثرين تانفير على موقع كأس بيلي جين كينغ (الإنجليزية)
- كاثرين تانفير على موقع خلاصة التنس.كوم (الإنجليزية)
- كاثرين تانفير على موقع اللجنة الأولمبية الدولية (الإنجليزية)
- كاثرين تانفير على موقع أوليمبيديا (الإنجليزية)